# Вересень 2008
Вересень 2008 — дев'ятий місяць 2008 року, що розпочався у понеділок 1 вересня та закінчився у вівторок 30 вересня.

## Події
- 2 вересня:
  - Компанія Google представила власний браузер Google Chrome.
  - Парламентські вибори у Вануату.
- 5 вересня — Квентін Брюс стала першою за всю історію Австралії жінкою, яка зайняла посаду генерал-губернатора.
- 6 вересня — у Пекіні відкрилися Літні Паралімпійські ігри.
- 7 вересня — у результаті розливу річки Брахмапутри постраждало понад 2,1 мільйона осіб в індійському штаті Ассам.
- 8 вересня — швейцарець Роджер Федерер став п'ятикратним переможцем US Open, перемігши у фіналі британця Енді Мюррея.
- 16 вересня — офіційно оголошено про розпад правлячої коаліції у Верховній Раді України.
- 28 вересня:
  - Парламентські вибори в Білорусі.
  - Позачергові парламентські вибори в Австрії.